# Маддалоне, Винни
Винни Маддалоне (англ. Vinny Maddalone; род. 29 декабря 1973, Флашинг, Куинс, Нью-Йорк, США) — американский боксёр-профессионал, выступающий в тяжёлой весовой категории. Выходит на бой под саундтрек из х/ф Рокки.

## Профессиональная карьера
Маддалоне дебютировал на профессиональном ринге в апреле 1999 года. Провёл подряд 15 выиграшных поединков, и в мае 2002 года, проиграл Альфреду Коулу по очкам.
В 2004 году проиграл непобеждённому Брайану Минто (17-0)
В августе 2005 года, выиграл у непобеждённого Шэннона Миллера (11-0), через 2 месяца снова встретился с Брайаном Минто, и опять проиграл.
В марте 2007 года, проиграл легендарному Эвандеру Холифилду, нокаутом в 3-м раунде.
В ноябре 2008 года, проиграл непобеждённому россиянину, Денису Бойцову.
В декабре 2008 года, проиграл французу, Жан-Марку Мормеку.
В декабре 2010 года, проиграл нокаутом в 5-м раунде Томашу Адамеку.
Затем победил нокаутом двух рейтинговых боксёров, Майка Шеппарда и Криса Коваля.
7 июля 2012 года Маддалоне встретился с британцем, Тайсоном Фьюри. Тайсон нокаутировал Винни в 5-м раунде.
11 мая 2013 года нокаутировал в третьем раунде небитого американского проспекта, Ричарда Кармака (12-0).